# Segelkärpfling
Der Segelkärpfling, Yucatan Molly (Poecilia velifera, Syn.: Mollienesia velifera), ist ein weniger bekannter Zierfisch, der zwar üblicherweise in Süßwasseraquarien gehalten wird, obwohl er in der Natur eigentlich in Brackwasser und Salzwasser lebt. Er gilt im Vergleich zu anderen Lebendgebärenden Zahnkarpfen als relativ empfindlich, was daher rührt, dass er eigentlich nicht in reinem Süßwasser gehalten werden sollte. Im Brackwasser und Salzwasser ist er ebenso robust, wie seine Verwandten. Der Name Segelkärpfling leitet sich von der hohen, segelartigen Rückenflosse ab.

## Verbreitung
Sein natürliches Verbreitungsgebiet bilden Flussmündungen und Küsten der Halbinsel Yucatán, Mexiko. Dort bewohnt er brackige bis salzige Gewässer. Mittlerweile ist der Segelkärpfling auch in Südasien in manchen Küstenregionen schon als Neozoen heimisch, da er hier unfreiwillig ausgesetzt wurde und sich etabliert hat.

## Merkmale
Die Männchen werden etwa zehn bis 15 Zentimeter groß, die Weibchen bis 18 Zentimeter. Der Segelkärpfling zeigt einen ausgeprägten Geschlechtsdimorphismus. Die Männchen sind kleiner, schlanker und farbenprächtiger als die Weibchen. Segelkärpflinge sind lebendgebärend. Sie betreiben keine Brutpflege und können ihre Jungen sogar als Beute betrachten. Segelkäpflinge werden gerne mit der seltener im Handel befindlichen Art Poecilia petenensis verwechselt, die aber eine nicht so ausgeprägte Rückenflosse aufweisen und etwas zierlicher sind. Auch werden oft Poecilia latipinna (Breitflossenkärpflinge) fälschlicherweise im Handel als Segelkärpfling angeboten, deren Rückenflosse zwar etwas stärker ausgeprägt ist, aber nicht vergleichbar mit dem majestätischen Segel des P. velifera oder der des petenensis.

## Aquaristik
In seinem natürlichen Lebensraum ernährt er sich von Mücken- und Moskitolarven. Die Ersteinfuhr erfolgte 1913 durch Kropac.
Die Zucht gestaltet sich zum Teil schwieriger als zum Beispiel beim Guppy oder Spitzmaulkärpfling. Dennoch gelingen vielen Aquarianern regelmäßige Nachzuchten wenn die Haltungsbedingungen entsprechend angepasst sind.  Nachgezüchtete Männchen bilden, wenn zu wenig Platz und bei suboptimalen Wasserwerten oft eine weniger charakteristische Rückenflosse aus. Somit verringert sich die Wahrscheinlichkeit, dass die Balz erfolgreich abläuft. Segelkärpflinge kommen in den Farbschlägen schwarz, schwarz-weiß gescheckt, weiß bis orange (albino mit roten Augen) und der grünlichen Wildform vor. Segelkärpflinge werden in den letzten Jahren im Handel seltener angeboten, da sie im Süßwasser kaum alt werden und eher schwächeln. Früher waren sie sehr beliebt bei Aquarianern. Die heutigen Zuchtformen im Handel stammen meist aus Massenzuchten aus Ost-Asien, wo sie in Teichen auf Salzwasser gezüchtet werden und im Süßwasser dann verkümmern und krank werden.